# Brit Air
Brit Air – nieistniejące francuskie regionalne linie lotnicze z siedzibą w Morlaix.
Należały do największych francuskich linii lotniczych Air France. Głównymi hubami były port lotniczy Lyon-Saint-Exupéry, Paryż-Orly i Paryż-Roissy-Charles de Gaulle.
W marcu 2013 Air France połączył kilka regionalnych linii lotniczych kontrolowanych przez siebie, w tym Brit Air, tworząc HOP! (od 2019 Air France Hop).